# Temeraire
Temeraire är en serie fantasyromaner av den amerikanska författaren Naomi Novik, som började ges ut 2006. Serien utspelar sig under Napoleonkrigen och kretsar kring kapten Will Lawrence som hittar ett drakägg. Böcker har fått god kritik och en filmatisering är planerad.

## Böcker
| Titel                | Engelsk originaltitel                                 | Utgivningsdatum | På svenska |
| -------------------- | ----------------------------------------------------- | --------------- | ---------- |
| Hans majestäts drake | His Majesty's Dragon (USA) Temeraire (Storbritannien) | 2006            | 2007       |
| Jadetronen           | Throne of Jade                                        | 2006            | 2008       |
| Svartkrut och eld    | Black Powder War                                      | 2006            | 2008       |
| Elfenbensriket       | Empire of Ivory                                       | 2007            | 2009       |
| Örnarnas triumf      | Victory of Eagles                                     | 2008            | 2009       |
|                      | Tongues of Serpents                                   | 2011            | Ej släppt  |
| Crucible of Gold     | 2013                                                  |                 | Ej släppt  |
| Blood of Tyrants     | 2014                                                  |                 | Ej släppt  |
| League of Dragons    | 2016                                                  |                 | Ej släppt  |

## Filmatisering
Peter Jackson köpte filmrättigheterna under 2006, men någon inspelning kom aldrig till stånd. I juli 2009 meddelade Jackson att han vill göra en miniserie av böckerna.